# Видаль, Артуро
Арту́ро Эра́смо Вида́ль Па́рдо (исп. Arturo Erasmo Vidal Pardo; род. 22 мая 1987[…], Сантьяго) — чилийский футболист, полузащитник чилийского клуба «Коло-Коло» и сборной Чили. Универсальный игрок, умеющий действовать на высоком уровне как в атаке, полузащите, так и в защите.
Начал свою профессиональную карьеру в самом титулованном клубе страны — «Коло-Коло», с которым выиграл три чемпионских титула. В возрасте 20 лет переехал в Европу, где стал выступать за немецкий клуб «Байер 04». В 2012 году, после четырёх лет в клубе, перешёл в туринский «Ювентус», в составе которого четыре раза подряд становился чемпионом Италии и доходил до финала Лиги чемпионов УЕФА. В межсезонье 2015 года вернулся в Бундеслигу, став игроком мюнхенской «Баварии», с которой трижды подряд выиграл чемпионат Германии.
За национальную сборную дебютировал в 2007 году. Принял участие в двух чемпионатах мира (2010, 2014), четырёх Кубках Америки (2011, 2015, 2016, 2019), а также Кубке конфедераций 2017. В 2015 и 2016 годах вместе со сборной Чили становился победителем Кубка Америки. Входит в топ-5 лидеров в истории сборной Чили по сыгранным матчам и голам.

## Клубная карьера
Родился в городе Сан-Хоакин, пригороде Сантьяго. В детстве занимался футболом в футбольной школе «Депортес Мелипилья», позже получал приглашение в расположение основного чилийского гранда — «Коло-Коло». Накануне сезона 2005/06 был перевёден в первую команду «красных дьяволов» в важнейшем матче против клуба «Универсидад де Чили» (2:1). Видаль за 10 минут до конца матча заменил Гонсало Фьерро. В дебютном сезоне провел на поле 35 минут в трёх матчах, а его команда взяла чемпионский титул. Следующий чемпионат вновь оказался победным для «Коло-Коло», а роль полузащитника в клубе возросла. Молодой футболист сыграл в 30 матчах. Проявил себя чилиец и на более высоком уровне, забив три мяча в розыгрыше Южноамериканского кубка 2006 года. Тогда же на игрока обратили внимание скауты европейских клубов.

### «Байер 04»
Сезон Апертуры 2007 года стал последним для Видаля в составе «Коло-Коло», поскольку игрок подписал контракт с немецким клубом «Байер 04». Спортивный директор «аспириновых» Руди Фёллер лично летал в Чили для подписания игрока. Полная сумма сделки составила 11 млн долларов, немцы выплатили 70 % его контракта за 7,7 млн. 11-миллионная сделка стала крупнейшей в истории «Коло-Коло», опередив предыдущего рекордсмена — трансфер Матиаса Фернадеса в «Вильярреал» (9 млн долларов).
19 августа 2007 года Видаль дебютировал в новом клубе в матче с «Гамбургом», который завершился для «Байера» поражением. Чилиец довольно тяжело входил в сезон, сумев забить лишь в октябрьском поединке против «Ганновера» (3:0). Закрепиться в основе ему помогла отличная игра в обороне. Во время сложных матчей Видаль становился дополнительным защитником и помогал сохранять счет. «Байер» выдал не самый лучший сезон, заняв восьмое место в Бундеслиге. однако для Артуро всё складывалось удачно. В следующем сезоне он не пропустил ни единого матча национального первенства, а также начал забивать чаще, отметившись пятью голами.
Постепенно стал одним из лидеров «Байера» и был близок к завоеванию трофея, однако в финале Кубка Германии «фармацевты» уступили «Вердеру» (0:1). Летом 2010 года Видаль подписал с командой новый контракт, рассчитанный на четыре года. В этом сезоне Артуро демонстрировал невероятную результативность, забив 13 голов и раздав 11 голевых передач. Его команда заняла второе место в Бундеслиге, а также вышла в четвертьфинал Лиги Европы, где уступила «Вильярреалу». В мае 2011 года чилиец собрал пресс конференцию, на которой сообщил фанатам немецкого клуба о своем уходе.

### «Ювентус»

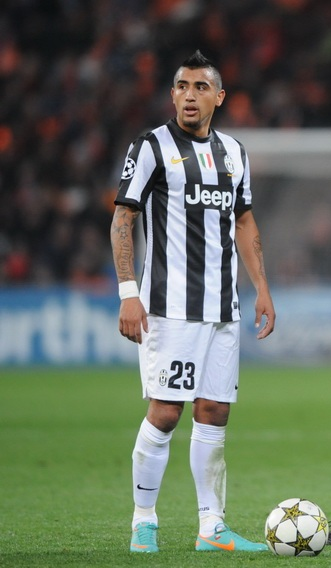
Видаль в составе «Ювентуса»

22 июля 2011 года стал игроком туринского «Ювентуса». С игроком был заключён пятилетний контракт. Сумма трансфера составила 10,5 миллионов евро. В туринской команде закрепился уже в дебютном сезоне, забив уже в своем дебютном матче против «Пармы» (4:1). Правда, затем Артуро не мог отличиться более 3 месяцев, но тот объём работы, который он проделывал в центре поля, ценился Антонио Конте куда больше, чем забитые голы. По итогам дебютного сезона Видаль стал лучшим игроком в Серии A по количеству отборов (в среднем 4,5 за игру). Также он забил 9 голов, включая дубль в ворота «Ромы».
Сезон 2012/13 начал с забитого гола в рамках Суперкубка Италии против «Наполи» (4:2). К середине сезона Видаль забивал практически в каждом матче и с 15 голами стал лучшим бомбардиром «Юве». Сезон 2013/14 провёл уже на привычном для себя высоком уровне. Забил 18 голов во всех турнирах, оформив первый в своей карьере хет-трик в матче Лиги чемпионов против «Копенгагена». По окончании сезона чилиец третий раз подряд вошёл в символическую сборную турнира, а также был удостоен звания лучшего игрока «Ювентуса» по мнению болельщиков. Сезон 2014/15 начал не очень уверенно, забив всего 2 гола в 10 стартовых турах Серии A. Вскоре агент чилийца заявил, что у его клиента небольшая травма колена, из-за которой сорвался переход в «Манчестер Юнайтед».

### «Бавария»

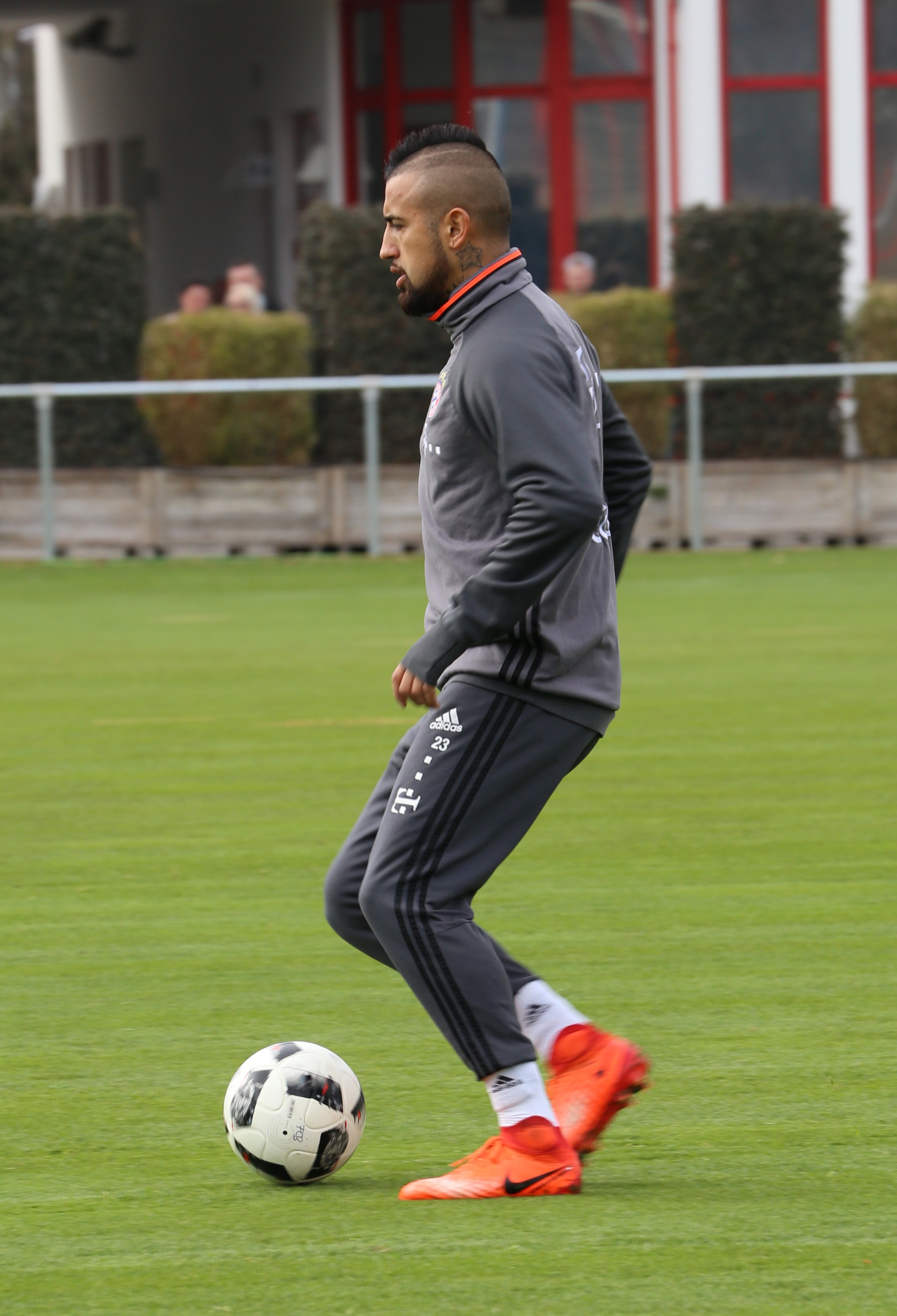
Видаль в составе «Баварии»

28 июля 2015 года официально стал игроком мюнхенской «Баварии». Контракт рассчитан на 4 года, сумма трансфера составила 37 миллионов евро. В команде Артуро получил 23-й номер. Дебютировал за новый клуб 1 августа 2015 года в матче за Суперкубок Германии против «Вольфсбурга». Артуро вышел на поле на 74 минуте встречи, заменив Тьяго Алькантару. Матч завершился ничьей — 1:1, а в серии послематчевых пенальти победу одержали игроки «Вольфсбурга» (Видаль свой удар реализовал). 9 августа дебютировал в матче Кубка Германии, выйдя на замену во встрече против «Неттингена» (3:1). В этом же матче полузащитник забил свой первый гол за клуб и отдал первую голевую передачу. 14 августа в матче 1-го тура против «Гамбурга» чилиец
дебютировал за клуб в чемпионате Германии. Он отыграл на поле все 90 минут, а «Бавария» обыграла соперника со счётом 5:0. 16 сентября в игре с греческим клубом «Олимпиакос» впервые сыграл за «Баварию» в Лиге чемпионов УЕФА. В этом же матче он стал автором голевой передачи (3:0). Уже через три дня, 19 сентября, в матче против «Дармштадта», полузащитник забил свой первый гол в Бундеслиге. Игра завершилась победой «мюнхенцев» на выезде — 3:0. 24 октября стал автором одного из четырёх безответных мячей во встрече с «Кёльном». 5 апреля забил единственный гол в первом четвертьфинальном матче Лиги чемпионов УЕФА против «Бенфики» (1:0). 13 апреля в ответном матче вновь отличился в ворота португальской команды, а матч закончился ничьей со счётом 2:2. 16 апреля забил гол и отдал голевую передачу в игре с «Шальке» (3:0). 23 апреля отличился забитым мячом в ворота «Герты» (2:0). Всего в сезоне 2015/16 Артуро сыграл в 50 матчах и забил 7 голов. В составе клуба он выиграл свой первый титул чемпиона Германии и стал обладателем Кубка страны. В Лиге чемпионов «Бавария» дошла до полуфинала турнира, где уступила испанскому клубу «Атлетико Мадрид».
Первым трофеем Видаля в новом сезоне стал Суперкубок Германии, завоёванный в противостоянии с «Боруссией Дортмунд». Матч, сыгранный 14 августа, завершился со счётом 2:0, а чилиец стал автором одного из голов. 19 августа в матче Кубка Германии против клуба «Карл Цейсс» вновь забил мяч, а встреча завершилась победой «Баварии» со счётом 5:0.

### «Барселона»

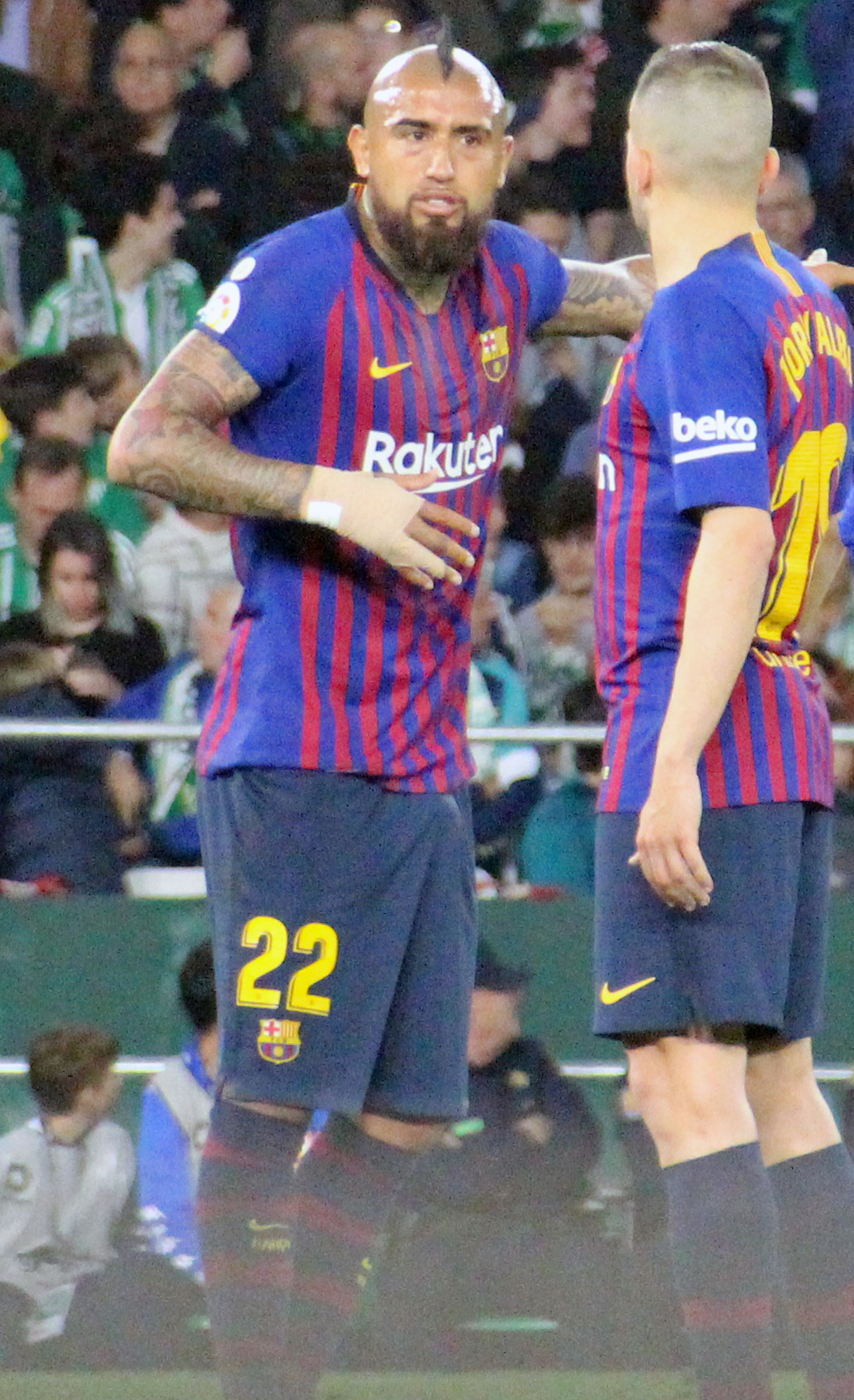
Видаль в составе «сине-гранатовых», 2019 год

3 августа 2018 года «Барселона» объявила о соглашении с мюнхенской «Баварией» по трансферу Видаля. 6 августа полузащитник подписал контракт с клубом на три года и был официально представлен на стадионе «Камп Ноу». Сумма трансфера, по разным оценкам, составила €19 млн + 3 млн в виде возможных бонусов.
12 августа в матче за Суперкубок Испании против «Севильи» чилиец дебютировал за новый клуб. Он вышел на поле за несколько минут до конца встречи и результативными действиями не отметился. Матч завершился победой «сине-гранатовых» со счётом 2:1, а Видаль выиграл свой первый титул в новой команде. 18 августа в матче 1-го тура против «Алавеса» состоялся дебют полузащитника в чемпионате Испании. Он опять вышел на замену в самом конце игры, а «каталонцы» обыграли соперника со счётом 3:0. Дебют за «Барселону» в матчах Лиги чемпионов состоялся 18 сентября во встрече против ПСВ (4:0). 23 сентября в матче 5-го тура Примеры против «Жироны» вышел на поле в стартовом составе и стал автором голевой передачи на Лео Месси. Был заменен на 58 минуте матча, а встреча завершилась ничьей со счётом 2:2. 28 октября в матче 10-го тура чемпионата состоялся дебют чилийца в «Эль-Класико». Видаль вышел на замену на 84 минуте игры, а уже на 87 минуте забил гол, замкнув головой передачу Усмана Дембеле. Встреча завершилась разгромом мадридского «Реала» со счётом 5:1. Кроме того, этот гол стал первым официальным голом Видаля за «Барселону». 31 октября сыграл свой первый матч в Кубке Испании, проведя на поле все 90 минут во встрече с «Культураль Леонесой» (0:1).

### «Интернационале»
22 сентября 2020 года подписал контракт с миланским «Интером» в статусе свободного агента. Контракт рассчитан до 30 июня 2022 года. 13 января 2021 года в матче 1/8 Кубка Италии реализовал пенальти на 40 минуте матча, тем самым оформив дебютный гол. 17 января он забил свой первый гол в Серии А за «Интер» в матче против своего бывшего клуба «Ювентус».

## Карьера в сборной

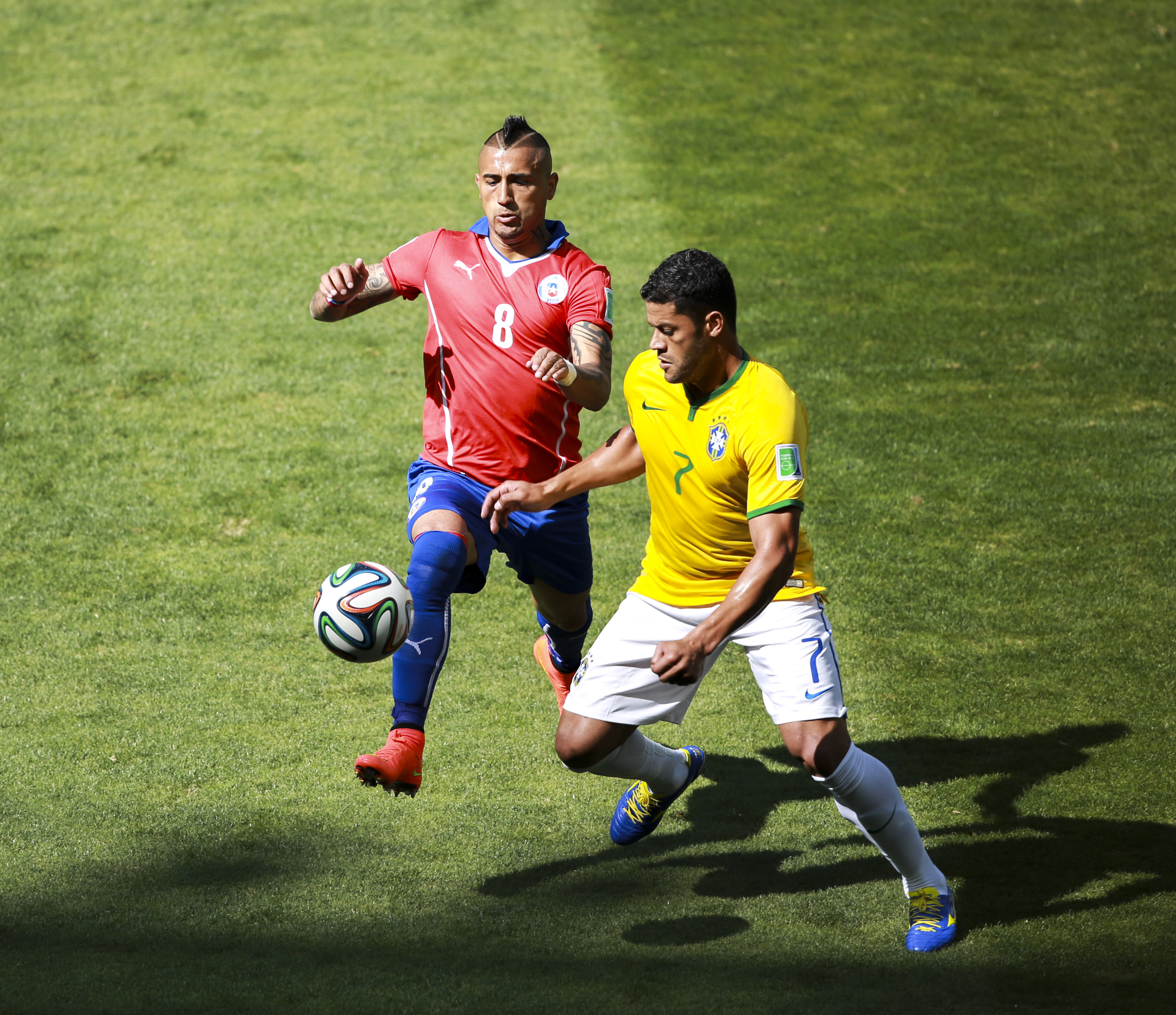
Артуро Видаль отбирает мяч у Халка на чемпионате мира 2014 года

В 2007 году в составе молодёжной сборной Чили Видаль выступал на чемпионате Южной Америки, где с 6-ю голами стал вторым в списке лучших бомбардиров. В этом же году он играл и на молодёжном чемпионате мира, где чилийцы заняли 3-е место. Всё в том же 2007 году чилиец дебютировал и в национальной сборной, сыграв в матче с командой Венесуэлы. Принимал участие в отборочных играх и матчах чемпионата мира 2010 года.
В 2015 году в составе сборной Чили стал обладателем Кубка Америки по футболу. Был признан лучшим игроком финального матча.
Летом 2019 года Артуро был приглашён в сборную для участия в Кубке Америки, который состоялся в Бразилии. В матче за третье место против сборной Аргентины он забил гол на 58-й минуте с пенальти, однако его команда уступила 1:2.

## Личная жизнь
Видаль женат на Марии Тересе Матус. У супругов трое детей: Алонсо, Елизавета и Эмилиано.
В ноябре 2011 года отец футболиста, Эрасмо Сегундо Видаль, и его родная тётя, Сусана Видаль Наварро, были задержаны полицией за хранение наркотиков. 16 июня 2015 года, во время проведения Кубка Америки, Видаль попал в ДТП на своем Ferrari в Сантьяго в состоянии алкогольного опьянения. 8 июля 2015 года суд признал Видаля виновным и на два года лишил водительского удостоверения.
В апреле 2017 года в Чили погиб шурин Артуро, Игнасио Гуэрра.
1 июня 2021 года пресс служба сборной Чили объявила, что Артуро Видаль был госпитализирован в больницу с тяжелым тонзиллитом, где затем у него обнаружили заражение COVID-19.

## Достижения

### Командные
«Коло-Коло»
- Чемпион Чили (3): Ап. 2006, Кл. 2006, Ап. 2007

«Ювентус»
- Чемпион Италии (4): 2011/12, 2012/13, 2013/14, 2014/15
- Обладатель Кубка Италии: 2014/15
- Обладатель Суперкубка Италии (3): 2012, 2013, 2015

«Бавария»
- Чемпион Германии (3): 2015/16, 2016/17, 2017/2018
- Обладатель Кубка Германии: 2015/16
- Обладатель Суперкубка Германии (2): 2016, 2017

«Барселона»
- Чемпион Испании: 2018/19
- Обладатель Суперкубка Испании: 2018

«Интернационале»
- Чемпион Италии: 2020/21
- Обладатель Кубка Италии: 2021/22
- Обладатель Суперкубка Италии: 2021

«Фламенго»
- Обладатель Кубка Бразилии: 2022
- Обладатель Кубка Либертадорес: 2022

Сборная Чили
- Бронзовый призёр чемпионата мира среди юношей (до 20 лет): 2007
- Обладатель Кубка Америки (2): 2015, 2016
- Серебряный призёр Кубка конфедераций: 2017

### Личные
- Футболист года в Чили: 2016[31]
- Входит в состав символической сборной сезона Бундеслиги (2): 2010/11[32], 2015/16[33]
- Входит в состав символической сборной сезона Серии А (2): 2012/13, 2013/14[34]
- Входит в символическую сборную года по версии European Sports Media: 2013/14
- Лучший игрок года в «Ювентусе»: 2012/13[35]

## Статистика выступлений
| Клуб             | Сезон            | Лига | Лига | Кубки | Кубки | Кубки КОНМЕБОЛ / Еврокубки | Кубки КОНМЕБОЛ / Еврокубки | Прочие | Прочие | Итого | Итого |
| Клуб             | Сезон            | Игры | Голы | Игры  | Голы  | Игры                       | Голы                       | Игры   | Голы   | Игры  | Голы  |
| ---------------- | ---------------- | ---- | ---- | ----- | ----- | -------------------------- | -------------------------- | ------ | ------ | ----- | ----- |
| Коло-Коло        | 2005             | 2    | 0    | -     | -     | 0                          | 0                          | -      | -      | 2     | 0     |
| Коло-Коло        | 2006             | 19   | 0    | -     | -     | 12                         | 3                          | -      | -      | 31    | 3     |
| Коло-Коло        | 2007             | 15   | 2    | -     | -     | 8                          | 0                          | -      | -      | 23    | 2     |
| Коло-Коло        | Итого            | 36   | 2    | 0     | 0     | 20                         | 3                          | 0      | 0      | 56    | 5     |
| Байер 04         | 2007/08          | 21   | 1    | 0     | 0     | 9                          | 0                          | -      | -      | 33    | 1     |
| Байер 04         | 2008/09          | 29   | 3    | 6     | 3     | -                          | -                          | -      | -      | 35    | 6     |
| Байер 04         | 2008/09          | 29   | 3    | 6     | 3     | -                          | -                          | -      | -      | 35    | 6     |
| Байер 04         | 2009/10          | 31   | 1    | 1     | 0     | -                          | -                          | -      | -      | 32    | 1     |
| Байер 04         | 2010/11          | 33   | 10   | 2     | 1     | 9                          | 2                          | -      | -      | 44    | 13    |
| Байер 04         | Итого            | 117  | 15   | 9     | 4     | 18                         | 2                          | -      | -      | 144   | 21    |
| Ювентус          | 2011/12          | 33   | 7    | 2     | 0     | -                          | -                          | -      | -      | 35    | 7     |
| Ювентус          | 2012/13          | 31   | 10   | 4     | 1     | 9                          | 3                          | 1      | 1      | 45    | 15    |
| Ювентус          | 2013/14          | 32   | 11   | 1     | 0     | 12                         | 7                          | 1      | 0      | 46    | 18    |
| Ювентус          | 2014/15          | 28   | 7    | 4     | 0     | 12                         | 1                          | 1      | 0      | 45    | 7     |
| Ювентус          | Итого            | 124  | 35   | 11    | 1     | 33                         | 11                         | 3      | 1      | 171   | 47    |
| Бавария          | 2015/16          | 30   | 4    | 8     | 1     | 11                         | 2                          | 1      | 0      | 50    | 7     |
| Бавария          | 2016/17          | 27   | 4    | 6     | 1     | 8                          | 3                          | 1      | 1      | 42    | 9     |
| Бавария          | 2017/18          | 22   | 6    | 4     | 0     | 8                          | 0                          | 1      | 0      | 35    | 6     |
| Бавария          | Итого            | 79   | 14   | 18    | 2     | 27                         | 5                          | 3      | 1      | 127   | 22    |
| Барселона        | 2018/19          | 33   | 3    | 7     | 0     | 11                         | 0                          | 1      | 0      | 51    | 3     |
| Барселона        | 2019/20          | 33   | 8    | 2     | 0     | 7                          | 0                          | 1      | 0      | 43    | 8     |
| Барселона        | Итого            | 66   | 11   | 9     | 0     | 18                         | 0                          | 2      | 0      | 94    | 11    |
| Интернационале   | 2020/21          | 23   | 1    | 3     | 1     | 4                          | 0                          | 0      | 0      | 30    | 2     |
| Интернационале   | 2021/22          | 21   | 1    | 3     | 0     | 7                          | 1                          | 1      | 0      | 32    | 2     |
| Интернационале   | Итого            | 51   | 2    | 8     | 1     | 11                         | 1                          | 1      | 0      | 71    | 4     |
| Всего за карьеру | Всего за карьеру | 422  | 77   | 47    | 7     | 116                        | 21                         | 8      | 2      | 593   | 107   |

(откорректировано по состоянию на 22 мая 2022 года)